# Yuki Yokosawa
Yuki Yokosawa –en japonés, 横澤 由貴, Yokosawa Yuki– (Ōgo, 29 de octubre de 1980) es una deportista japonesa que compitió en judo.
Participó en los Juegos Olímpicos de Atenas 2004, obteniendo una medalla de plata en la categoría de –52 kg. En los Juegos Asiáticos de 2006 consiguió una medalla de bronce.
Ganó dos medallas en el Campeonato Mundial de Judo en los años 2003 y 2005, y dos medallas en el Campeonato Asiático de Judo en los años 2001 y 2005.

## Palmarés internacional
| Juegos Olímpicos    | Juegos Olímpicos      | Juegos Olímpicos  | Juegos Olímpicos |
| Año                 | Lugar                 | Medalla           | Categoría        |
| ------------------- | --------------------- | ----------------- | ---------------- |
| 2004                | Atenas (Grecia)       | Medalla de plata  | –52 kg           |
| Campeonato Mundial  |                       |                   |                  |
| Año                 | Lugar                 | Medalla           | Categoría        |
| 2003                | Osaka (Japón)         | Medalla de bronce | –52 kg           |
| 2005                | El Cairo (Egipto)     | Medalla de plata  | –52 kg           |
| Juegos Asiáticos    |                       |                   |                  |
| Año                 | Lugar                 | Medalla           | Categoría        |
| 2006                | Doha (Catar)          | Medalla de bronce | –52 kg           |
| Campeonato Asiático |                       |                   |                  |
| Año                 | Lugar                 | Medalla           | Categoría        |
| 2001                | Ulán Bator (Mongolia) | Medalla de oro    | –52 kg           |
| 2005                | Taskent (Uzbekistán)  | Medalla de bronce | –52 kg           |